# 大炊御門信子
大炊御門信子（おおいのみかど のぶこ、藤原信子，1411年—1488年6月8日），室町時代女性。後花園天皇的下臈。女院号嘉乐門院（からくもんいん）。右馬助藤原孝長女，大炊御門信宗猶子。子後土御門天皇、观心女王。
应永十八年（1411年）大炊御門信子出生，初为非参議和气乡成的猶子，称为乡子。後为和气保家（乡成之子）德猶子。召入宮中，受到後花園天皇的寵愛，作为大炊御門信宗的猶子，宮中上「伊与」之号。嘉吉二年（1441年）生儲君成仁親王（後土御門天皇），作为准后居住正親町東洞院殿，称为「東洞院殿」。後土御門天皇即位後，因为生父地位低，没有获得女院之号。文明十三年（1481年）七月廿六日授嘉乐门院称号。長享二年四月廿八日（1488年6月8日），大炊御門信子以七十八岁之寿，去世。